# Шофман, Аркадий Семёнович
Арка́дий Семёнович Шо́фман (15 ноября 1913, Городок, Витебская губерния, Российская империя (ныне Белоруссии) — 7 октября 1993, Казань, Республика Татарстан, Россия) — советский и российский историк-антиковед, историограф.
Доктор исторических наук, профессор, проф. Казанского университета, где трудился 45 лет и заведовал кафедрой. Заслуженный деятель науки ТАССР (1983).
Его указывают главой возрожденной после первой половины XX в. Казанской антиковедческой школы. Ключевым научным интересом являлась эпоха эллинизма, в частности в связи с Александром Македонским.
"Вечерняя Казань" называла А. С. Шофмана одним из выдающихся профессоров Казанского университета.

## Деятельность

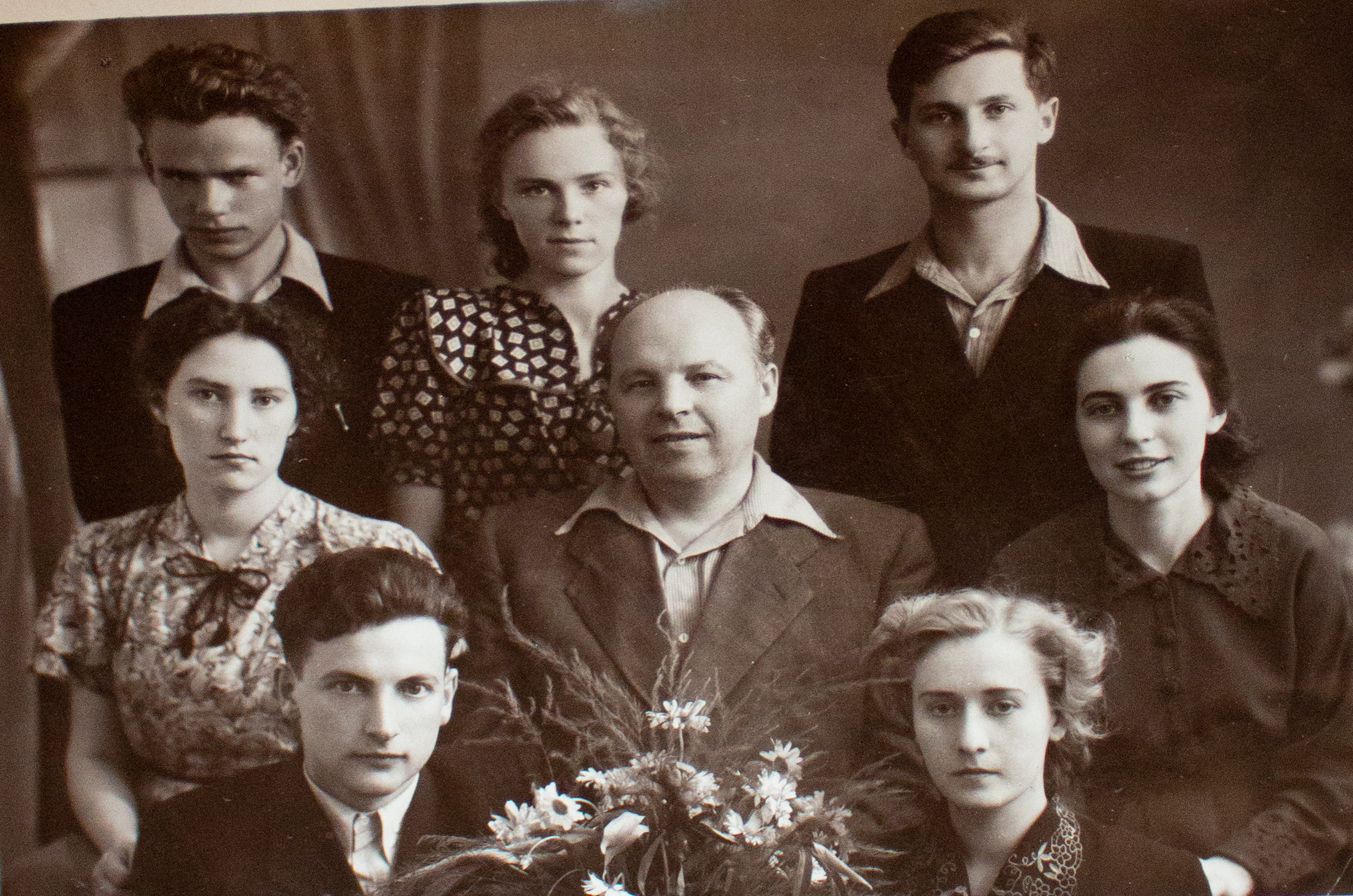
Выпуск истфилфака КГУ 1955 г. В центре проф. А. С. Шофман

Родился в многодетной еврейской семье сапожника, сын Симхи Дотовича Шофмана (1873—?) и Баси Авсеевны Поверенной (1883—?). Брат — художник Даниил Семёнович Шофман (1917—1976). Окончил среднюю школу, в 1930-31 преподавал обществоведение в Школе фабрично-заводского ученичества г. Могилёва, одновременно с 1930 по 1933 год учился в Могилёвском государственном педагогическом институте имени А. А. Кулешова. 
В кругу учеников Шофман рассказывал, что всегда мечтал стать писателем и поступал на литературный факультет, но каким-то образом его дело попало не в ту стопку папок абитуриентов и его зачислили на отделение классической филологии Ленинградского университета. 
С 1933 по 1938 год — студент классического отделения филологического факультета ЛГУ, первоначально в ЛИФЛИ. По окончании учёбы — ассистент кафедры всеобщей истории историко-филологического факультета ЛГУ. Одновременно в 1939—1940 годах преподавал в Первом Ленинградском педагогическом институте иностранных языков. Его учителями были бывший граф Иван Иванович Толстой-младший, Сергей Иванович Ковалев, Алексей Жебелев, с особой теплотой Шофман вспоминал Ольгу Михайловну Фрейденберг.
С 1940 по 1948 год в Ашхабадском государственном педагогическом институте: доцент (утвержден в учёном звании в 1948), заведующий кафедрой древней истории; в 1943—1948 годах — декан исторического факультета. В 1944—1945 годах — секретарь парткома института, член райкома ВКП(б). Член учёного совета Института истории и литературы Туркменского филиала АН СССР. В ночь на 6 октября 1948 года пережил Ашхабадское землетрясение.
В 1942 году в МГУ имени М. В. Ломоносова защитил диссертацию на соискание учёной степени кандидата исторических наук «Завоевания Филиппа и политика Демосфена».
С 1948 году в Казанском государственном университете: заведующий кафедрой всеобщей истории, в 1960 доцент, с февраля 1961 по 1986 вновь заведующий кафедрой, затем профессор-консультант. После разделения кафедры всеобщей истории (1991) профессор-консультант кафедры истории древнего мира и средних веков.
В 1965 году в МГУ имени М. В. Ломоносова защитил диссертацию на степень доктора исторических наук «Возникновение Македонского государства».
В 1966 году присвоено учёное звание профессора.
Основные научные труды посвящены истории древней Македонии. За монографии «История античной Македонии» (Казань, 1960) и «Восточная политика Александра Македонского» (Казань, 1976) удостоен первых премий КГУ. Ряд публикаций посвящён историографии античности, истории востоковедения в Казанском университете, истории Казанского университета. Автор ряда статей в Советской исторической энциклопедии.
Подготовил более полусотни кандидатов исторических наук (более 60), несколько докторов наук, около десятка его учеников стали докторами наук.
Инициатор создания (в 1966 году) и в течение 20 лет руководитель научного семинара «Античный понедельник» для учёных-антиковедов, аспирантов и студентов университета.
Награждён медалями «За трудовую доблесть», «В ознаменование 100-летия со дня рождения В. И. Ленина», «За доблестный труд в Великой Отечественной войне 1941-45 гг.».
Почетный член Le Centre des Nouvelles études de l´histoire, de la philosophie et des problèmes sociaux à Clermont-Ferrand. Любил цирк. Его друзьями были Сергей Львович Утченко и Всеволод Игоревич Авдиев, а также Василий Иванович Адо (отец А. В. Адо).

## Научные труды

### Монографии
- Шофман А. С. Казанский период жизни и деятельности Доржи Банзарова/ Бурят-Монгол. науч.-исслед. ин-т культуры. — Улан-Удэ: Бурят-Монгол. кн. изд-во, 1956. — 164 с.
- Шофман А. С. Очерки по истории Македонии и македонского народа: (С древнейших времен до первой мировой войны) : Курс лекций, прочит. на ист.-филол. фак. Т. 1. / Казан. ордена Трудового Красного Знамени гос. ун-т им. В. И. Ульянова-Ленина. — Казань: Изд-во Казан. ун-та, 1960. — 288 с.
- Шофман А. С. Очерки по истории Македонии и македонского народа: (С древнейших времен до первой мировой войны) : Курс лекций, прочит. на ист.-филол. фак. Т. 2. / Казан. ордена Трудового Красного Знамени гос. ун-т им. В. И. Ульянова-Ленина. — Казань: Изд-во Казан. ун-та, 1961. — 233 с.
- Шофман А. С. История античной Македонии. Ч. 1: Доэллинистическая Македония. — Казань: Изд-во Казан. ун-та, 1960. — 300 с.
- Шофман А. С. История античной Македонии. Ч. 2: Македония и Рим. — Казань: Изд-во Казан. ун-та 1963. — 434 с.
- Шофман А. С. Фёдор Герасимович Мищенко. — Казань: Изд-во Казан. ун-та, 1974. — 112 с.
- Шофман А. С. Восточная политика Александра Македонского. — Казань: Изд-во Казан. ун-та, 1976. — 520 с.
- Шофман А. С. Михаил Михайлович Хвостов. — Казань: Изд-во Казан. ун-та, 1979. — 112 с. (Замечательные ученые Казанского университета).
- Шофман А. С. Распад империи Александра Македонского. — Казань: Изд-во Казан. ун-та, 1984. — 224 с.
- Шофман А. С. Древний мир в лицах и образах: Книга для чтения. — Казань: Изд-во Казан. ун-та, 1990. — 214 с. ISBN 5-7464-0263-X

### Учебные пособия
- Шофман А. С. История первобытного общества: Учебное пособие для заочников / А. С. Шофман ; Заоч. учительский ин-т при Ашхабадском гос. педагог. ин-те им. М. Горького. — Ашхабад : Ашхабадский гос. педагог. ин-т им. М. Горького, 1944.
- Шофман А. С. Методические указания по истории древнего мира/ Доц. А. С. Шофман. — Ашхабад: изд. и тип. Туркменучпедгиза, 1948. — 40 с.
- Шофман А. С. Первобытно-общинный строй: Учеб.-метод. руководство для студентов-заочников / Сост.: доц. А. С. Шофман, канд. ист. наук ; Казан. гос. ун-т им. В. И. Ульянова-Ленина. Отд. заоч. обучения. — Казань: Изд-во Казан. ун-та, 1953. — 86 с.;
- Шофман А. С. История рабовладельческой Греции: Учеб.-метод. руководство для студентов-заочников / Доц. А. С. Шофман, канд. ист. наук ; Казан. гос. ун-т им. В. И. Ульянова-Ленина. Отд. заоч. обучения. — Казань: Изд-во Казан. ун-та, 1954. — 64 с.
- Шофман А. С. Маркс, Энгельс, Ленин об античном обществе: Учебное пособие. — Казань: Изд-во Казан. ун-та, 1971. — 270 с.

### Брошюры
- Шофман А. С. Классики марксизма-ленинизма о религии и борьбе с ней / А. С. Шофман, канд. ист. наук ; Татар. отд-ние Всесоюз. о-ва по распространению полит. и науч. знаний. Респ. лекционное бюро. — Казань: Изд-во Казан. ун-та, 1955. — 42 с.
- Шофман А. С. Из истории Казанского университета имени В. И. Ульянова-Ленина: [К 150-летию со дня основания]: (Лекция с кратким рекоменд. списком литературы). — Казань: Изд-во Казан. ун-та, 1954. — 26 с.
- Шофман А. С. Происхождение человека/ А. С. Шофман, канд. ист. наук. — Казань: [б. и.], 1956. — 19 с. (В помощь лектору/ Респ. лекционное бюро М-ва культуры Татар. АССР).
- Шофман А. С. Изучение античной истории в Казанском университете: Доклад / А. С. Шофман, канд. ист. наук ; Гос. музей Татар. АССР. — Казань: Гос. музей Татар. АССР, 1956. — 29 с.
- Шофман А. С., Шишкин А. А. Что такое религия, как она возникла и как исчезнет: [Материал и лекции] / А. С. Шофман, А. А. Шишкин, кандидаты ист. наук. — Казань: Знание, 1958. — 38 с. (Знания в массы/ О-во по распространению полит. и науч. знаний РСФСР. Татар. отд-ние).
- Шишкин А. А., Шофман А. С. Кто такие евангельские христиане-баптисты?. — Казань: Таткнигоиздат, 1961. — 60 с.